# Républiquette de Tarija
La Republiqueta de Tarija est le nom donné à la guérilla indépendantiste qui a lutté contre les royalistes espagnols pendant la guerre d'indépendance hispanoaméricaine dans la région de Tarija au sud du Haut-Pérou (actuellement la Bolivie). Commandée par  Eustaquio Méndez Arenas, Francisco Pérez de Uriondo, Ramón Rojas, et José María Avilés, elle agissait sur la route qui unissait Chuquisaca et Salta, entre les fleuves de Grande et Pilcomayo. Elle compta jusqu'à 1000 à 1200 guérilleros pendant la Bataille de La Tablada,.